# 全日本女子ジュニアボクシング選手権大会
全日本女子ジュニアボクシング選手権大会（ぜんにほんじょしジュニアボクシングせんしゅけんたいかい）は、日本ボクシング連盟（JABF）が主催する高校生年代を対象にした女子アマチュアボクシング大会である。本大会の主催に全国高等学校体育連盟は関与していないため、高校ボクシング部に所属していない選手も出場が可能である。原則として全日本社会人ボクシング選手権大会と併せて行われている。
本大会の前身である全日本女子ボクシング選手権大会ジュニアの部も併せて記述する。

## 歴史

### 全日本女子選手権ジュニアの部
2013年まで女子の高校生年代（15 - 18歳）はエリート（18歳以上）の大会である全日本女子ボクシング選手権大会に参加が認められていた。
しかし、2014年に国際ボクシング連盟（当時AIBA、現IBA）よりユース（15 - 16歳）とジュニア（17 - 18歳）の選手のシニア（エリート）大会への出場禁止が通達されたため、同年より部門分けしてジュニアの部として開催。当時全国高等学校総合体育大会（インターハイ）に女子ボクシングが含まれておらず、高校生年代の女子が出場できる全国大会が同年より女子の部が新設された全国高等学校ボクシング選抜大会（ジュニアオリンピック）での3階級のワンマッチしかなかったため、部門分けによって対応することになった。当大会はピン級からミドル級までのうち、エントリーのあった全階級で行う。

### 全日本女子ジュニア選手権
2020年よりエリートの部は全日本ボクシング選手権大会との男女併催で東京都の墨田区総合体育館での固定開催になり、ジュニアの部のみ引き続き全日本社会人ボクシング選手権大会との併催となる予定であったが、新型コロナウイルス感染拡大の影響により複数日にかかるトーナメントの継続が困難と判断されたため、2020年大会は中止が決定された。
2021年の大会は全日本社会人選手権とともに中止になったが、代替大会として2022年1月5日～8日の日程で四日市市総合体育館にて「全日本女子ボクシング選手権ジュニア四日市大会」として開催した。この大会は前年にやはり中止となった三重とこわか国体の代替大会として行われた「チャレンジマッチ」（男子の三重県選抜と2021年世界選手権金メダリスト坪井智也ら国内トップによる対抗戦）との併催だった。また、最終日には2016年と2017年の本大会を連覇し、前年の東京オリンピックで金メダルを獲得した入江聖奈がゲストとして来場し、最優秀選手に「入江聖奈賞」を贈呈した。
2022年は全日本社会人選手権が3年ぶりに開催され、併催となる当大会は全日本女子ジュニアボクシング選手権大会に改め、これを第1回とする。

## 歴代開催地
| 回                                         | 開催期間                                   | 開催都道府県                               | 会場                                       | 備考                                       |
| 全日本女子ボクシング選手権大会ジュニアの部 | 全日本女子ボクシング選手権大会ジュニアの部 | 全日本女子ボクシング選手権大会ジュニアの部 | 全日本女子ボクシング選手権大会ジュニアの部 | 全日本女子ボクシング選手権大会ジュニアの部 |
| ------------------------------------------ | ------------------------------------------ | ------------------------------------------ | ------------------------------------------ | ------------------------------------------ |
| 13                                         | 2014年12月1日-4日                          | 静岡県                                     | プラザヴェルデ                             | この回よりエリートとジュニアに分割         |
| 14                                         | 2015年12月20日-23日                        | 大阪府                                     | 近畿大学記念会館別館                       |                                            |
| 15                                         | 2016年12月21日-25日                        | 愛媛県                                     | 多々羅しまなみドーム                       |                                            |
| 16                                         | 2017年12月13日-17日                        | 鳥取県                                     | 米子産業体育館                             |                                            |
| 17                                         | 2018年12月20日-24日                        | 長崎県                                     | 長崎県立総合体育館                         |                                            |
| 18                                         | 2019年10月17日-20日                        | 北海道                                     | 札幌市中央体育館                           |                                            |
| 全日本女子ジュニアボクシング選手権大会     |                                            |                                            |                                            |                                            |
| 1                                          | 2022年9月15日-19日                         | 北海道                                     | 紋別市スポーツセンター                     |                                            |

## 歴代最優秀選手
| 年度 | 受賞者   | 階級           | 備考       |
| ---- | -------- | -------------- | ---------- |
| 2014 |          |                |            |
| 2015 |          |                |            |
| 2016 |          |                |            |
| 2017 |          |                |            |
| 2018 |          |                |            |
| 2019 | 篠原光   | ライトフライ級 |            |
| 2021 | 原田美琴 | フライ級       | 入江聖奈賞 |
| 2022 | 國府縞鈴 | バンタム級     |            |

## 全日本女子ジュニア優勝歴のある主な選手
- 佐伯霞（2014）
- 並木月海（2014・15）
- 柳井妃奈実（2015・16）
- 入江聖奈（2016・17）
- 木下鈴花（2017）
- 木村萌那（英語版）（2018・19）
- 大澤あねら（2021）